# Amphilophus rostratus
Espèce
Amphilophus rostratus est une espèce de poissons d'eau douce de la famille des cichlidés qui se rencontre en Amérique centrale.

## Description
Amphilophus rostratus mesure jusqu'à 185 mm.